# NGC 1576
NGC 1576 (również PGC 15089) – galaktyka eliptyczna (E-S0), znajdująca się w gwiazdozbiorze Erydanu. Odkrył ją William Herschel 28 listopada 1786 roku.